# 안성경찰서
안성경찰서(安城警察署, Anseong Police Station)는 경기도남부경찰청이 관할하는 경찰서 중 하나이다. 경기도 안성시 일대를 관할한다. 경기도 안성시 알미산로 140 (도기동)에 위치하고 있다.
서장은 총경으로 보한다.

## 조직
| - 청문감사관 - 경무과 - 생활안전과 | - 여성청소년과 - 수사과 - 경비교통과 | - 정보과 - 보안과 |

## 관할 파출소 및 지구대
안성경찰서는 2개의 지구대와 8개의 파출소를 산하에 두고 있다.
| 명칭       | 사진 | 주소                    | 관할구역            | 치안센터     |
| ---------- | ---- | ----------------------- | ------------------- | ------------ |
| 공도지구대 |      | 공도읍 공도4로 4        | 공도읍              |              |
| 대덕파출소 |      | 대덕면 중앙로 78        | 대덕면 일부         |              |
| 중앙지구대 |      | 석정1길 15 (석정동)     | 안성1·2·3동         |              |
| 금광파출소 |      | 금광면 금광초교길 38    | 금광면, 서운면      | 서운치안센터 |
| 보개파출소 |      | 보개면 보개원삼로 220-1 | 보개면, 고삼면      | 고삼치안센터 |
| 원곡파출소 |      | 원곡면 가천중앙1길 44   | 원곡면              |              |
| 양성파출소 |      | 양성면 장터길 35        | 양성면              |              |
| 일죽파출소 |      | 일죽면 주레본죽로 28    | 일죽면              |              |
| 죽산파출소 |      | 죽산면 죽주로 241       | 죽산면, 삼죽면      |              |
| 내리파출소 |      | 대덕면 대학6길 34       | 미양면, 대덕면 일부 | 미양치안센터 |

## 같이 보기
- 경기도남부경찰청